# Hubert Rabini
Hubert Rabini (* 14. April 1933 in Kempten (Allgäu); † 3. September 1995) war von 1978 bis 1995 Landrat des Landkreises Oberallgäu.

## Biografie
Rabini wurde 1970 zum Bürgermeister von Immenstadt gewählt und übte dieses Amt bis 30. April 1978 aus. Nach der Landkreisreform war Rabini ab 1. Juli 1972 Mitglied im Kreistag des neu gebildeten Landkreises Oberallgäu. Vom 1. Mai 1978 bis zu seinem Tod stand er als Landrat an der Spitze des Landkreises. In seiner Amtszeit wurden viele Infrastrukturprojekte begonnen und durchgeführt.
Außerdem gehörte Rabini kraft seines Amtes unter anderem dem Regionalen Planungsverband für die Planungsregion Allgäu und dem Fremdenverkehrsverband an, war Aufsichtsrat des Sozialwirtschaftswerkes (SWW) des Landkreises, Verwaltungsratsvorsitzender der Kreissparkasse, sowie stellvertretender Vorsitzender im Oberallgäuer Kreisverband des Roten Kreuzes.

## Ehrungen
- 1991: Verdienstkreuz am Bande der Bundesrepublik Deutschland